# Aufstellungswelle
Mit der Bezeichnung Aufstellungswelle werden die verschiedenartigen Divisionstypen mit unterschiedlicher Gliederung und Waffenausstattung innerhalb des Heeres der deutschen Wehrmacht im Zweiten Weltkrieg unterschieden.

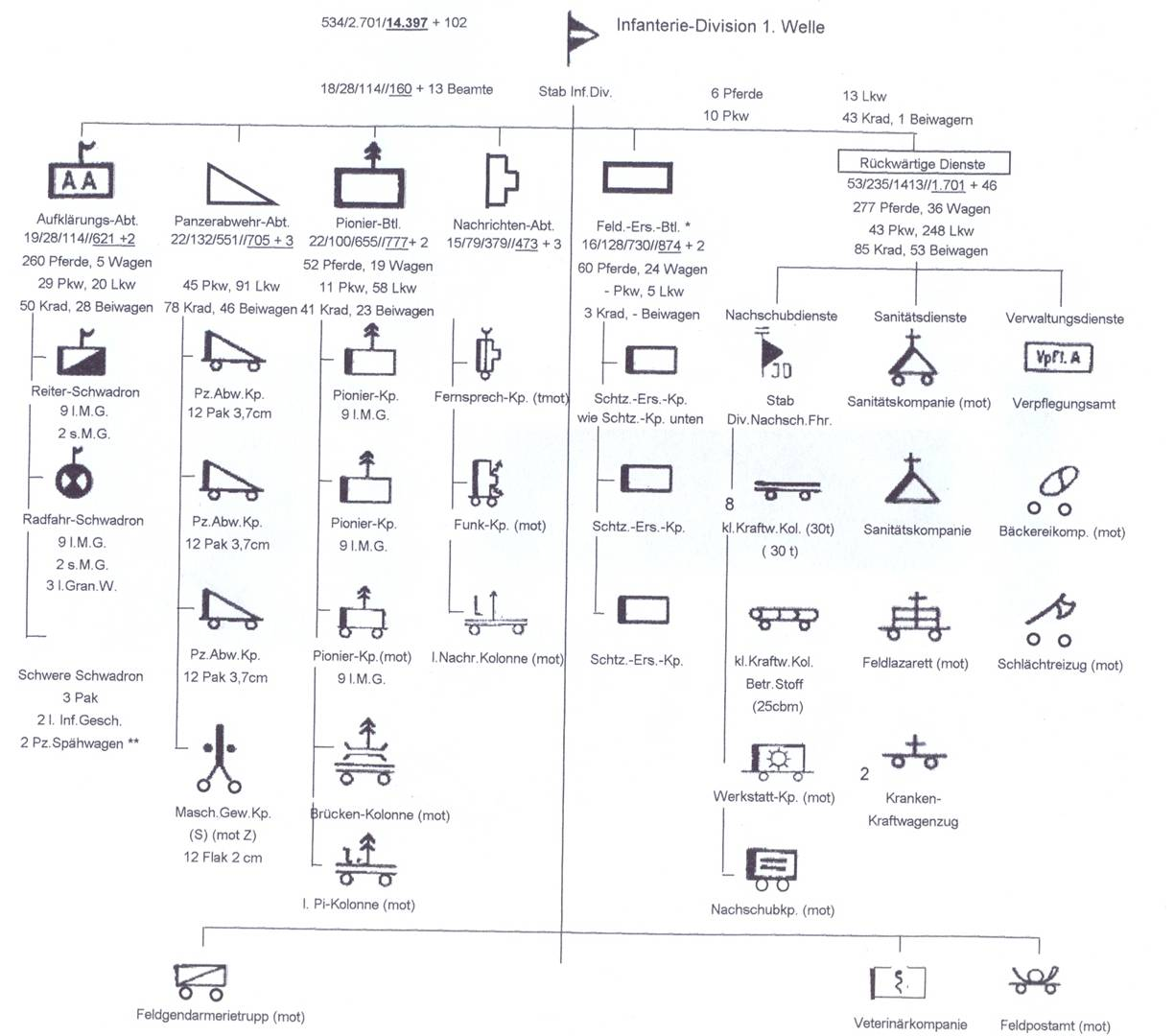
Gliederung einer Infanterie-Division der 1. Welle der Wehrmacht

Nach der Mobilmachung 1939 war es aufgrund der wechselnden Personal-, Material- und Ausbildungslage nicht möglich, alle Divisionen gleichmäßig zu gliedern und auszustatten. Die Divisionen einer Aufstellungswelle wurden im gleichen Zeitraum aufgestellt (neu gebildet) und hatten die gleiche Gliederung und Ausrüstung. Maßgebend dafür war der Kriegsstärkenachweis auf dem personellen und der Kriegsausrüstungsnachweis auf dem materiellen Sektor. Ab 1944 waren teilweise auch Divisionen innerhalb einer Aufstellungswelle uneinheitlich gegliedert.
Grundsätzlich kann bei den Aufstellungswellen zwischen Infanterie-Division (ID), Sicherungs-Division (SD), Grenadier-Division (GD), Sicherungs-Brigaden, Feldausbildungs-Divisionen und Schatten-Divisionen unterschieden werden.

## Aufstellungswellen
Von 1934 bis 1945 kamen insgesamt 35 Aufstellungswellen zur Durchführung. Alle Divisionen, die vor der Mobilmachung am 26. August 1939 aufgestellt wurden, gehörten zur 1. Aufstellungswelle. Die 35. Aufstellungswelle rief das Oberkommando der Wehrmacht im März 1945 auf.
| Aufstellungswelle | Division | Anzahl | Aufstellungszeitraum            | Bemerkung |
| ----------------- | --- | ------ | ------------------------------- | --- |
| 1.                | 1.–36. Infanterie-Division (ID), 44.–46. ID, 50. ID                                                                                             | 40     | 1934 bis 1939                   | - Bewaffnung aus deutschen Beständen - Die 50. ID wurde aus bereits existierenden Grenztruppen des Friedensheeres zusammengestellt. |
| 2.                | 52. ID, 56.–58. ID, 60.–62. ID, 68. ID, 69. ID, 71.–73. ID, 75. ID, 76. ID, 78. ID, 79. ID, 86. ID, 87. ID                                      | 18     | 26. August 1939                 | Zur 2. Aufstellungswelle: - hauptsächlich mit Reservisten bedient - Die 72. ID und 60. ID wurden aus bereits existierenden Grenztruppen des Friedensheeres zusammengestellt. Zur 3. Aufstellungswelle: - hauptsächlich aus Landwehr bedient - Die 205. ID wurde ursprünglich als 14. Landwehr-Division aufgestellt und erst Anfang 1940 umbenannt. Grundsätzlich: - Mobilmachung - Bewaffnung aus deutschen Beständen |
| 3.                | 205.–209 ID, 211.–218. ID, 221. ID, 223. ID, 225. ID, 227. ID, 228. ID, 231. ID, 239. ID, 246. ID, 311. ID                                      | 22     | 26. August 1939                 | Zur 2. Aufstellungswelle: - hauptsächlich mit Reservisten bedient - Die 72. ID und 60. ID wurden aus bereits existierenden Grenztruppen des Friedensheeres zusammengestellt. Zur 3. Aufstellungswelle: - hauptsächlich aus Landwehr bedient - Die 205. ID wurde ursprünglich als 14. Landwehr-Division aufgestellt und erst Anfang 1940 umbenannt. Grundsätzlich: - Mobilmachung - Bewaffnung aus deutschen Beständen |
| 4.                | 251.–258 ID, 260. ID, 262. ID, 263. ID, 267.–269. ID                                                                                            | 14     | 26. August 1939                 | Zur 2. Aufstellungswelle: - hauptsächlich mit Reservisten bedient - Die 72. ID und 60. ID wurden aus bereits existierenden Grenztruppen des Friedensheeres zusammengestellt. Zur 3. Aufstellungswelle: - hauptsächlich aus Landwehr bedient - Die 205. ID wurde ursprünglich als 14. Landwehr-Division aufgestellt und erst Anfang 1940 umbenannt. Grundsätzlich: - Mobilmachung - Bewaffnung aus deutschen Beständen |
| 5.                | 93.–96. ID, 98. ID | 5      | September 1939                  | - die jeweils 13. Kompanie der Infanterie-Regimenter (IR) hatte Granatwerfer statt Infanteriegeschütze - die jeweils 14. Panzerabwehrkompanie der IR hatte pferdebespannte statt motorisierte Panzerabwehrgeschütze - III./IR 271 der 93. ID erhielt den Ehrennamen Feldherrenhalle - statt Aufklärungsabteilung nur Radfahr-Kompanie - Pionier-Bataillon pferdebespannt - Bewaffnung aus tschechoslowakischen Beständen, welche im März 1939 in die Hände der Wehrmacht fielen - nach siebenwöchiger Ausbildung als „frontverwendungsfähig“ erklärt |
| -                 | Divisionskommandos z. b. V.: 401.–413., 417., 418., 421.–432., 441.–445., 539., 540.                                                            | 33     | Oktober 1939                    | Für das Rückwärtige Heeresgebiet: - 401.–413., 417., 418.: Einsatz in Deutschland - 421.–432.: Einsatz in den besetzten polnischen Gebieten - 441.–445.: Einsatz am Westwall - 539., 540.: Einsatz im Protektorat Böhmen und Mähren - die Divisionskommandos z. b. V. wurden auch als „Sicherungs-Divisionen“ bezeichnet ohne die Aufgaben einer solchen zu übernehmen. - zum Westfeldzug hin wurden die Divisionskommandos z. b. V. 422.–425. aus dem Generalgouvernement mit der 9. Aufstellungswelle in die 365. ID, 369. ID, 393. ID und 399. ID überführt. |
| -                 | - | -      | nach dem Polenfeldzug geplant   | - Divisionen der 2. bis 4. Welle sollten vollständig aufgefüllt werden und ältere durch jüngere Jahrgänge ersetzt werden. - Divisionen der 5. Welle sollten vollständig ausgerüstet werden. - Grenztruppen sollten in die bestehenden Divisionen eingegliedert werden und Stäbe voll aufgefüllt werden. Durch den Beginn des Westfeldzugs folgte aber wieder eine beschleunigte Aufstellung anstelle der Umsetzung der o. g. Punkte. |
| 6.                | 81.–83. ID, 88. ID | 4      | 14. November 1939               | - 13. Infanteriegeschütz-Kompanie der Infanterie-Regimenter (IR) nicht aufgestellt - 14. Kompanie (Panzerabwehr-Kompanie) der IR hatte pferdebespannte Panzerabwehrgeschütze - Panzerjäger-Abteilung und Aufklärungs-Abteilung jeweils nur eine Kompanie - Pionier-Bataillon und Versorgungstruppen pferdebespannt - Feldersatz-Bataillon wurde nicht aufgestellt. - Bewaffnung aus tschechoslowakischen Beständen - die 88. ID wurde aus der Grenzkommandantur St. Wendel auf dem Truppenübungsplatz Grafenwöhr gebildet. |
| 7.                | 161.–164. ID, 167.–170. ID, 181. ID, 183. ID, 196.–199. ID                                                                                      | 14     | November/Dezember 1939          | Zur 7. Aufstellungswelle: - Aufstellung erfolgte aus Einheiten des Ersatzheeres und aus Verbänden der Division der 3. Aufstellungswelle. - Der Wehrkreis I stellte mit der 161. ID und 199. ID sogar zwei neue Divisionen auf. - Die zwei Wehrkreise der Ostmark stellten keine neue Divisionen auf. - Die 181. ID und 196. ID besaß Ausrüstung einschließlich Bewaffnung aus französischen und norwegischen Beständen (Beute aus dem Norwegenfeldzug). - Aus Personalmangel wurde erst nur sechs Batterien (anstatt neun) für das Artillerie-Regiment und zwei Infanterie-Regimenter (anstatt drei) je Divisionen gebildet. Ab Ende Dezember 1939 erfolgte der Aufbau des dritten Infanterie-Regiments. - Besonderheit war die Nummerngebung der unterstellten Einheiten, welche nicht mehr unmittelbar fortlaufend war (wie z. B. die 161. ID mit IR 336, IR 364 und IR 371 und die 162. ID mit IR 303, IR 314 und IR 329). - IR mit Dreihunderter-Nummern. Zur 8. Aufstellungswelle: - Truppenteile, wie 7. Aufstellungswelle, aber vereinzelt hatten die Panzerabwehr-Abteilungen unterschiedliche Ausrüstungen und Bewaffnungen. - IR mit Fünfhunderter-Nummern. Grundsätzlich: - Panzerabwehr-Abteilung besaß zusätzlich zu den drei Panzerabwehr-Kompanien eine Radfahr-Kompanie. - Pionier-Bataillon pferdebespannt - Bewaffnung aus deutschen Beständen, bis auf 181. ID und 196. ID. |
| 8.                | 290.–299. ID | 10     | Februar 1940                    | Zur 7. Aufstellungswelle: - Aufstellung erfolgte aus Einheiten des Ersatzheeres und aus Verbänden der Division der 3. Aufstellungswelle. - Der Wehrkreis I stellte mit der 161. ID und 199. ID sogar zwei neue Divisionen auf. - Die zwei Wehrkreise der Ostmark stellten keine neue Divisionen auf. - Die 181. ID und 196. ID besaß Ausrüstung einschließlich Bewaffnung aus französischen und norwegischen Beständen (Beute aus dem Norwegenfeldzug). - Aus Personalmangel wurde erst nur sechs Batterien (anstatt neun) für das Artillerie-Regiment und zwei Infanterie-Regimenter (anstatt drei) je Divisionen gebildet. Ab Ende Dezember 1939 erfolgte der Aufbau des dritten Infanterie-Regiments. - Besonderheit war die Nummerngebung der unterstellten Einheiten, welche nicht mehr unmittelbar fortlaufend war (wie z. B. die 161. ID mit IR 336, IR 364 und IR 371 und die 162. ID mit IR 303, IR 314 und IR 329). - IR mit Dreihunderter-Nummern. Zur 8. Aufstellungswelle: - Truppenteile, wie 7. Aufstellungswelle, aber vereinzelt hatten die Panzerabwehr-Abteilungen unterschiedliche Ausrüstungen und Bewaffnungen. - IR mit Fünfhunderter-Nummern. Grundsätzlich: - Panzerabwehr-Abteilung besaß zusätzlich zu den drei Panzerabwehr-Kompanien eine Radfahr-Kompanie. - Pionier-Bataillon pferdebespannt - Bewaffnung aus deutschen Beständen, bis auf 181. ID und 196. ID. |
| 9.                | 351. ID, 358. ID, 365. ID, 372. ID, 379. ID, 386. ID, 393. ID, 395. ID, 399. ID Zusätzlich noch vier Stellungsdivisionen (Oberrheindivisionen). | 9+4    | Februar/März 1940               | - Divisionen waren als Landesschützen-Divisionen vorgesehen, wodurch das Personal auf Kommandanturen und Grenz- und Wachverbänden und bestehenden Divisionskommandos z. b. V. (Aufstellung im Oktober 1939) zusammengeführt wurden. - Gliederung mit jeweils drei IR mit je einem Reiterzug, einer Infanteriegeschütz-, Pionier- und Nachrichten-Kompanie, einer Artillerie-Batterie und einer Radfahr-Schwadron - IR mit Sechshunderter-Nummern. - kamen nicht zum Einsatz und wurden bereits am 22. Juni 1940 wieder aufgelöst - Zusätzlich zählen zu der Aufstellungswelle noch vier Stellungsdivisionen (Stellung am Oberrhein): 554. ID., 555. ID, 556. ID und 557. ID. Diese wurden Ende August 1940 aufgelöst. |
| 10.               | 270.–273. ID, 276.–280. ID | 9      | Mai/Juni 1940                   | - im Generalgouvernement untergebracht - für einen befürchteten längeren Feldzug im Westen aufgestellt, noch während der Aufstellung wieder aufgelöst und Gebiet durch u. A. 161., 168., 291.+292., 297.+298. ID abgesichert. |
| -                 | - | -      | „Ernteurlaub“: Juli/August 1940 | Beurlaubung: - neun Divisionen der 3. Aufstellungswelle - 81. bis 83., 88., 93. bis 96. und 98. ID |
| 11.               | 121.–123. ID, 125. ID, 126. ID, 129. ID, 131. ID, 132. ID, 134. ID, 137. ID                                                                     | 10     | Oktober 1940                    | - Für das Unternehmen Barbarossa vorgesehen - Personal aus bestehenden Divisionen und Wehrpflichtige des Geburtsjahrganges 1920 - Beschleunigte Ausbildung sollte bis Ende Februar 1941 abgeschlossen sein. - Bewaffnung aus französischen Beständen |
| -                 | - | -      | Oktober 1940                    | Umgliederung der bestehenden Divisionen in motorisierte Verbände oder Panzerdivisionen |
| 12.               | 97. ID, 99.–102. ID, 106. ID, 110.–113. ID | 10     | November 1940                   | - für das Unternehmen Barbarossa vorgesehen - Divisionen waren wie Friedensdivisionen gegliedert. - 97. ID, 99. ID, 100. ID, 101. ID als leichte ID mit nur zwei IR aufgestellt. - Z. T. aus Truppenteilen bestehender Divisionen gebildet, welche im Oktober 1940 umgegliedert worden waren. - Z. T. IR mit Zweihunderter-Nummern. - Bewaffnung aus französischen Beständen |
| 13.               | 302. ID, 304.–306. ID, 319.–321. ID, 323. ID, 327. ID                                                                                           | 9      | November/Dezember 1940          | - als Besatzungsdivisionen für Westeuropa aufgestellt, daher - kaum Personal aus dem Feldheer, mehrfach Geburtsjahrgänge 1905 bis 1919 - die drei IR hatten keine Infanteriegeschütz-Kompanie - Panzerjäger-Kompanie nur als ein Zug mit 3,7-cm-Pak - Aufklärungs- und Nachrichten-Abteilung wurden nicht aufgestellt - Panzerjäger-Abteilung nur mit einer Kompanie und einer Radfahr-Schwadron - AR mit drei leichten Abteilungen zu zwei Batterien - kaum Versorgungstruppen - Beschleunigte Ausbildung sollte bis Mitte April bzw. Ende April 1941 abgeschlossen sein. - Bewaffnung und Ausrüstung aus französischen Beständen |
| 14.               | 332. ID, 333. ID, 335.–337. ID, 339. ID, 340. ID, 342. ID                                                                                       | 8      | November/Dezember 1940          | - als Besatzungsdivisionen für Westeuropa aufgestellt, daher - kaum Personal aus dem Feldheer, mehrfach Geburtsjahrgänge 1905 bis 1919 - die drei IR hatten keine Infanteriegeschütz-Kompanie - Panzerjäger-Kompanie nur als ein Zug mit 3,7-cm-Pak - Aufklärungs- und Nachrichten-Abteilung wurden nicht aufgestellt - Panzerjäger-Abteilung nur mit einer Kompanie und einer Radfahr-Schwadron - AR mit drei leichten Abteilungen zu zwei Batterien - kaum Versorgungstruppen - Beschleunigte Ausbildung sollte bis Mitte April bzw. Ende April 1941 abgeschlossen sein. - Bewaffnung und Ausrüstung aus französischen Beständen |
| 15.               | 702. ID, 704. ID, 707.–719. ID | 15     | April/Mai 1941                  | - als Divisionen für den Balkan, Norwegen und Westeuropa mit Besatzungs- und Sicherungsaufgaben aufgestellt - Bewaffnung aus französischen und britischen Beständen (Beute aus dem Westfeldzug). - zwei IR, eine Artillerie-Abteilung mit drei Batterien, jeweils einer Pionier- und Nachrichten-Kompanie - 713. ID wurde im Januar 1942 Festungs-Division Kreta - 704. ID, 714. ID, 717. ID und 718. ID wurden im Frühjahr 1943 zu Jäger-Divisionen umgebildet |
| 16.               | 201.–204. Sicherungsbrigade Zusätzlich 416. ID                                                                                                  | 4      | Juni 1941                       | - Brigaden wurden aus Landesschützen als sogenannte Ersatz- oder Sicherungsbrigade gebildet mit jeweils Stab und drei Regimenter (jeweils mit zwei Bataillonen) - wurden im Sommer 1942 in die 201. und 203. Sicherungs-Division umgegliedert - 202. Sicherungsbrigade und 203. Sicherungsbrigade wurden im Winter 1941/42 aufgelöst - Die 416. ID war für den Einsatzraum Dänemark vorgesehen und wurde aus älteren Geburtsjahrgängen gebildet. |
| 17.               | 328.–331. ID | 4      | Dezember 1941/Januar 1942       | - für den Einsatz in der Sowjetunion vorgesehen - „Walküre“-Divisionen des Ersatzheeres: Zusammenstellung aus Ausbildungspersonal und Genesenen |
| 18.               | 383.–385. ID, 387. ID, 389. ID | 5      | Dezember 1941/Januar 1942       | - für den Einsatz in der Sowjetunion vorgesehen, nach kurzer Ausbildung Ende März/Anfang April 1942 nach Russland transportiert - Durchschnittsalter der Mannschaften von 27 Jahren - ohne schwere Artillerie-Abteilung - mit jeweils nur einer Pionier-Kompanie |
| -                 | 207. SD, 213. SD, 221. SD, 281. SD, 285. SD, 286. SD, 403. SD, 444. SD, 454. SD                                                                 | 9      | März 1942                       | An der Ostfront werden aus drei Divisionen der 3. Aufstellungswelle (207. ID, 213. ID und 221. ID) und Besatzungstruppen neun Sicherungs-Divisionen gebildet. So entstanden 207. SD, 281. SD und 285. SD bei der Heeresgruppe Nord und 221. SD, 286. SD und 403. SD bei der Heeresgruppe Mitte. 213. SD, 444. SD und 454. SD waren der Heeresgruppe Süd unterstellt. |
| 19.               | 370. ID, 371. ID, 376. ID, 377. ID | 4      | März/April 1942                 | - unter dem Oberbefehlshaber West aufgestellt - für den Einsatz in Frankreich, als Austausch der in Westeuropa liegenden Kampfdivisionen, welche an die Ostfront transportiert werden sollten, vorgesehen - Aufstellung durch Wehrkreis VI, VII, VIII und IX - mit jeweils drei Infanterie-Regimentern und einem Artillerie-Regiment (mit unterschiedlicher Gliederung) |
| -                 | - | -      | Für die Sommeroffensive 1942    | - Auffrischung von Divisionen im Westen - beschränkte Auffrischung von Divisionen im Osten - Kürzung der Infanterie um 1/3 der Gesamtstärke: - Reduzierung von drei auf zwei Infanterie-Regimenter oder - Reduzierung von drei auf zwei Bataillone pro Infanterie-Regiment |
| 20.               | 38. ID, 39. ID, 65. ID | 3      | Juli 1942                       | - „Walküre“-Divisionen des Ersatzheeres - für den Einsatz an der französischen Kanalküste vorgesehen |
| -                 | 326. ID, 334. ID, 338. ID, 345. ID, 386. ID | 5      | November 1942                   | - „Kriemhild“-Divisionen: ohne Wellenbezeichnung aus Verbänden des Ersatzheeres auf unterschiedlichen Truppenübungsplätzen aufgestellt - 334. ID: ohne schwere Waffen und Fahrzeuge, nach Tunesien zur Verstärkung in Nordafrika geschickt Nach Frankreich geschickt: - 326. ID und 338. ID und als motorisierte Divisionen 345. ID und 386. ID |
| -                 | - | 13     | Februar/März 1943               | - aufgrund der hohen Verluste und der mangelnden Aufstellungsmöglichkeiten wurden 13 Divisionen aus Ersatztruppenteilen aufgefrischt - neu gebildet wurden: - Februar 1943: 44. ID, 71. ID, 76. ID, 79. ID, 94. ID, 113. ID und 305. ID - März 1943: 295. ID, 297. ID, 371. ID, 376. ID, 384. ID und 389. ID |
| 21.               | 349. ID, 352. ID, 353. ID, 357. ID, 359. ID, 361. ID, 362. ID, 367. ID                                                                          | 8      | Oktober 1943                    | - statt Panzer-Jäger-Abteilung nunmehr mit Sturmgeschützabteilung aufgestellt - Aufstellung erfolgte auf besetztem Gebiet und nicht auf Truppenübungsplätzen: - in Frankreich: - 349. ID aus Teilen der 217. ID, Heeresgruppe Süd - 352. ID aus Teilen der 321. ID, Heeresgruppe Süd - 353. ID aus Teilen der 328. ID, Heeresgruppe Süd - im Generalgouvernement: - 357. ID aus Teilen der 327. ID, Heeresgruppe Süd - 359. ID aus Teilen der 293. ID, Heeresgruppe Süd - in Dänemark: - 361. ID aus Teilen der 86. ID, Heeresgruppe Mitte - 363. ID aus Teilen der 339. ID, Heeresgruppe Süd - in Italien: - 362. ID aus Teilen der 268. ID, Heeresgruppe Mitte - in Kroatien: - 367. ID aus Teilen der 330. ID, Heeresgruppe Mitte - Aufstellung der 364. ID abgebrochen und bereits aufgestellte Teile der 367. ID zugeordnet - bis Ende Februar 1944; bis auf die 363. ID (April 1944); alle Divisionen „frontverwendungsfähig“ |
| 21.               | 363. ID, 364. ID | 2      | Dezember 1943                   | - statt Panzer-Jäger-Abteilung nunmehr mit Sturmgeschützabteilung aufgestellt - Aufstellung erfolgte auf besetztem Gebiet und nicht auf Truppenübungsplätzen: - in Frankreich: - 349. ID aus Teilen der 217. ID, Heeresgruppe Süd - 352. ID aus Teilen der 321. ID, Heeresgruppe Süd - 353. ID aus Teilen der 328. ID, Heeresgruppe Süd - im Generalgouvernement: - 357. ID aus Teilen der 327. ID, Heeresgruppe Süd - 359. ID aus Teilen der 293. ID, Heeresgruppe Süd - in Dänemark: - 361. ID aus Teilen der 86. ID, Heeresgruppe Mitte - 363. ID aus Teilen der 339. ID, Heeresgruppe Süd - in Italien: - 362. ID aus Teilen der 268. ID, Heeresgruppe Mitte - in Kroatien: - 367. ID aus Teilen der 330. ID, Heeresgruppe Mitte - Aufstellung der 364. ID abgebrochen und bereits aufgestellte Teile der 367. ID zugeordnet - bis Ende Februar 1944; bis auf die 363. ID (April 1944); alle Divisionen „frontverwendungsfähig“ |
| -                 | Korpsgruppen A bis E | -      | Dezember 1943                   | Bildung von Korpsgruppen: - Korpsgruppe A (Heeresgruppe Süd): aus 161. ID, 293. ID und 355. ID - Korpsgruppe B (Heeresgruppe Süd): aus 112. ID, 255. ID und 332. ID - Korpsgruppe C (Heeresgruppe Süd): aus 183. ID, 217. ID und 339. ID - Korpsgruppe D (Heeresgruppe Mitte): aus 56. ID und 262. ID - Korpsgruppe E (Heeresgruppe Mitte): aus 86. ID, 137. ID und 251. ID Die 56. ID und 251. ID wurde später wieder aufgestellt. |
| 22.               | 271. ID, 272. ID, 275.–278. ID | 6      | Dezember 1943                   | - mit Reserve-Bataillone des Ersatzheeres, ab Januar 1944 gebildet - bis auf die 278. ID (Italien) im besetzten Frankreich aufgestellt: - 271. ID aus Teilen der 113. ID, Heeresgruppe Mitte - 272. ID aus Teilen der 216. ID, Heeresgruppe Mitte - 275. ID aus Teilen der 223. ID, Heeresgruppe Süd - 276. ID aus Teilen der 38. ID, Heeresgruppe Süd - 277. ID aus Teilen der 262. ID, Heeresgruppe Süd - 278. ID aus Teilen der 335. ID, Heeresgruppe Süd |
| 23.               | 388. Feldausbildungs-Division (FAD), 390. FAD, 391. FAD, 52. FAD                                                                                | 4      | Dezember 1943/Januar 1944       | - keine Kampfdivisionen - 338. FAD, 390. FAD und 391. FAD bestanden bereits seit September 1942 - Die 390. FAD und 391. FAD wurden später in Sicherungs-Divisionen umgewandelt. - Die 388. FAD erhielt am 1. Juni 1944 die Bezeichnung FAD „Nord“. |
| 24.               | Schatten-Divisionen Mielau, Wahn, Milowitz, Demba                                                                                               | 4      | Januar 1944                     | - Schatten-Divisionen waren nach dem Truppenübungsplatz benannt, auf dem sie aufgestellt wurden, danach in reguläre ID überführt oder eingegliedert - aus zwei Grenadier-Regimentern, einer Artillerie-Abteilung, einem Pionier-Bataillon und einer Panzer-Jäger-Kompanie gebildet - Mielau: aus 141. Reserve-Division, wird 214. ID - Wahn: aus 151. Reserve-Division, wird 389. ID - Milowitz: aus 173. Reserve-Division, wird 331. ID - Demba: aus Sicherungs-Bataillonen, Aufstellung abgebrochen und bereits aufgestellte Teile der 68. ID zugeordnet |
| 25.               | 77. ID, 84. ID, 85. ID, 89. ID, 91. ID, 92. ID                                                                                                  | 6      | Januar 1944                     | - Aus Grenadier-Regimentern des Ersatzheeres gebildet - Aufstellung erfolgte auf besetztem Gebiet und nicht auf Truppenübungsplätzen: - in Frankreich: 77. ID, 84. ID und 85. ID - in Norwegen: 89. ID - Truppenübungsplatz Baumholder: 91. ID (für Luftlandeeinsatz und als Luftlande-Division bezeichnet) - in Italien: 92 ID |
| -                 | Schatten-Division Generalgouvernement | 1      | Februar 1944                    | Aus der 154. und 174. Reserve-Division gebildet und in die 72. ID eingegliedert. |
| -                 | - | -      | März 1944                       | Auflösung der Divisionen im Bereich der Heeresgruppe Süd: 111. ID, 125. ID, 167. ID, 336. ID und 387. ID |
| -                 | Korpsgruppe F | -      | März 1944                       | Korpsgruppe F: aus 62. ID und 123. ID |
| 26.               | Schatten-Divisionen Böhmen, Neuhammer, Ostpreußen, Wildflecken                                                                                  | 4      | April 1944                      | - Schatten-Divisionen waren nach dem Truppenübungsplatz benannt, auf dem sie aufgestellt wurden, danach in reguläre ID überführt oder eingegliedert - Böhmen: zur 198. ID - Neuhammer: zur 34. ID - Ostpreußen: zur 65. ID und 75. ID - Wildflecken: zur 715. ID |
| 27.               | 59. ID, 64. ID, 226. ID, 232. ID, 237. ID | 5      | Juni 1944                       | - nicht motorisierte Einheiten mit Einsatzziel im Westen (59. ID, 64. ID und 226. ID) und Italien (232. ID und 237. ID) - 59. ID (Wehrkreis II): aus 141. Reserve-Division und Ersatztruppen - 64. ID (Wehrkreis VI): aus 141., 151. Reserve-Division und Ersatztruppen - 226. ID (Wehrkreis VIII): aus Ersatzeinheiten - 232. ID (Wehrkreis IX): aus Ersatzeinheiten - 237. ID (Wehrkreis XIII): aus Ersatzeinheiten |
| -                 | 16. ID, 26. ID, 148. ID, 159. ID, 189. ID, 154. FAD, 157. Gebirgs-Division                                                                      | 7      | ab Juni 1944                    | In den besetzten Gebieten werden unterschiedliche Reserve-Divisionen in andere Divisionstypen umgegliedert oder eingegliedert. |
| 28.               | Schatten-Divisionen Jütland, Schlesien, Münsingen, Grafenwöhr                                                                                   | 4      | Juli 1944                       | - Schatten-Divisionen waren nach dem Truppenübungsplatz benannt, auf dem sie aufgestellt wurden, danach in reguläre ID überführt oder eingegliedert - Jütland (Dänemark): Anfang August 1944 zur 19. ID (30. Aufstellungswelle) - Schlesien (Wehrkreis VIII): Mitte August 1944 zur 94. ID - Münsingen: Anfang Juli 1944 zur 543. ID (zur 29. Aufstellungswelle gezählt) - Grafenwöhr: zur 544. ID (zur 29. Aufstellungswelle gezählt) |
| 29.               | 541.–553. GD, 558. GD, 559. GD, 561. GD, 562. GD                                                                                                | 17     | Juli 1944                       | - „Sperr“-Divisionen, welche schnell aufgestellt und an die Reichsgrenze geschickt werden sollten, später in Grenadier-Divisionen und auch Volksgrenadier-Divisionen überführt - 543. GD: in „neue“ 78. Sturm-Division - 545. GD: in „neue“ 36. ID - 546. GD: in „neue“ 45. ID - 550. GD: in „neue“ 31. ID - 552. GD: in „neue“ 6. ID |
| 30.               | 12. ID, 16. ID, 19. GD, 36. ID, 560. ID, 563. GD                                                                                                | 6      | August 1944                     | - teilweise Neuaufstellungen von zuvor untergegangenen ID - 560. ID wurde in Norwegen aufgestellt |
| 31.               | Schatten-Divisionen Breslau, Döllersheim, Groß-Born, Mähren, Rhön                                                                               | 5      | August 1944                     | - Schatten-Divisionen waren nach dem Truppenübungsplatz benannt, auf dem sie aufgestellt wurden, danach in reguläre ID überführt oder eingegliedert - Breslau: zur 357. ID - Döllersheim: zur 564. ID (32. Aufstellungswelle) - Groß-Born: zur 570. ID (32. Aufstellungswelle) - Mähren: zur 565. ID (32. Aufstellungswelle) - Rhön: zur 566. ID (32. Aufstellungswelle) |
| 32.               | 564.–588. GD | 25     | August 1944                     | - GDs wurden in „neue“ ID der vorangegangenen Aufstellungswelle überführt - Ab hier musste sogar Personal an den Volkssturm abgegeben werden. |
| 33.               | 48. ID, 85. ID, 189. ID, 245. ID, 246. ID, 275. ID, 361. ID, 553 GD, 708. GD, 716. ID                                                           | 10     | Januar 1945                     | - Auffrischungs-Divisionen, Neuaufstellungen von aufgelösten Divisionen - 275. ID wird bereits im Februar 1945 wieder aufgelöst. - 708. GD wird zur „neuen“ 106. ID - Aufstellung der 85. ID wird bis März 1945 aufgeschoben und dann in ID Potsdam (35. Aufstellungswelle) eingegliedert. |
| 34.               | Schatten-Divisionen Dresden, Hamburg, Hannover, Donau, Jäger-Division Alpen                                                                     | 5      | Februar 1945                    | - Schatten-Divisionen waren nach dem Truppenübungsplatz benannt, auf dem sie aufgestellt wurden, danach in reguläre ID überführt oder eingegliedert - Dresden: zur 6. ID - Hamburg: zur 180. ID und 190. ID - Hannover: zur 547. ID (29. Aufstellungswelle) - Donau: Aufstellung nicht durchgeführt, zur 26. ID und 413. ID - Alpen: zur 2. Gebirgs-Division und 212. ID |
| -                 | ID Döberitz, ID (Groß-)Berlin | 2      | Februar 1945                    | Der Wehrkreis III (Berlin) stellte zwei Alarmdivisionen auf. Beide wurde später noch in ID überführt. |
| -                 | ID Jütland, ID Seeland | 2      | Februar 1945                    | Aufstellung von zwei Divisionen in Dänemark. ID Jütland wurde ein zweites Mal nach der 28. Aufstellungswelle aufgestellt. Beide wurde später noch in ID überführt. |
| -                 | 149.–151. ID, 154. ID, 156. ID, 158. ID, 193. ID, 286. ID, 402. ID, 406. ID und ID Kurland                                                      | 11     | Februar 1945                    | Durch den Befehlshaber des Ersatzheeres wurde die (Neu-)Aufstellung von Divisionen befohlen. Hierzu wurden Einheiten des Ersatzheeres und Stäbe aufgelöster Divisionen herangezogen. Ein Einsatz der so aufgestellten Divisionen erfolgte nicht mehr. |
| 35.               | ID Potsdam, ID Ulrich von Hutten, ID Scharnhorst, ID Schlageter, ID Friedrich Ludwig Jahn, ID Theodor Körner                                    | 6      | Ende März/Anfang Mai 1945       | - letzte Aufstellungswelle, 8 Tage vor der Kapitulation der Wehrmacht, in enger Zusammenarbeit mit dem Reichsarbeitsdienst. |

## Ausstattung
| Personal            | 1. Aufstellungs- welle | 2. Aufstellungs- welle | 3. Aufstellungs- welle | 4. Aufstellungs- welle | Infanterie- Division 1944 | Infanterie- Division 1945 |
| ------------------- | ---------------------- | ---------------------- | ---------------------- | ---------------------- | ------------------------- | ------------------------- |
| Offiziere           | 518                    | 491                    | 578                    | 491                    | 333                       | 352                       |
| Beamte              | 102                    | 98                     | 94                     | 99                     | 70                        | 29                        |
| Unteroffiziere      | 2.573                  | 2.273                  | 2.722                  | 2.165                  | 2.164                     | 1.947                     |
| Mannschaften        | 13.667                 | 12.411                 | 14.507                 | 12.264                 | 10.205                    | 9.581                     |
| gesamt              | 16.860                 | 15.273                 | 17.901                 | 15.019                 | 12.772                    | 11.909                    |
| Material            | 1. Aufstellungs- welle | 2. Aufstellungs- welle | 3. Aufstellungs- welle | 4. Aufstellungs- welle | Infanterie- Division 1944 | Infanterie- Division 1945 |
| Pistolen            | 3.681                  | 3.801                  | 4.640                  | 3.639                  | 2.013                     | 1.563                     |
| Gewehre             | 12.609                 | 10.828                 | 11.423                 | 10.807                 | 8.598                     | 7.594                     |
| Maschinengewehre    | 535                    | 459                    | 709                    | 457                    | 716                       | 536                       |
| Infanteriegeschütze | 26                     | =                      | =                      | 20                     | 25                        | 35                        |
| PaK                 | 75                     | =                      | =                      | =                      | 23                        | 11                        |
| Artilleriegeschütze | 48                     | =                      | =                      | =                      | 43                        | 37                        |
| Kräder              | 530                    | 497                    | 425                    | 529                    | 168                       | 138                       |
| PKW                 | 394                    | 393                    | 330                    | 359                    | 167                       | 146                       |
| LKW                 | 536                    | 509                    | 248                    | 536                    | 370                       | 185                       |
| Pferde              | 5.375                  | 4.854                  | 6.033                  | 4.077                  | 3.979                     | ----                      |

Anmerkungen
1. ↑  zusätzlich 1.455 russische Hilfswillige.
2. ↑  inklusive 698 russische Hilfswillige.
3. ↑  nur ausgewählte Ausrüstungsgegenstände.
4. 1 2  dazu 10 Sturmgeschütze.